# Пјано дела Корте (Салерно)
Пјано дела Корте је насеље у Италији у округу Салерно, региону Кампанија.
Према процени из 2011. у насељу је живело 23 становника. Насеље се налази на надморској висини од 258 м.